# Pseudalosterna cuneata
Pseudalosterna cuneata là một loài bọ cánh cứng trong họ Cerambycidae.